# (14864) 1990 QK4
(14864) 1990 QK4 est un astéroïde de la ceinture principale d'astéroïdes découvert en 1990.

## Description
(14864) 1990 QK4 a été découvert le 23 août 1990 à l'observatoire Palomar, situé au nord de San Diego en Californie, par Henry E. Holt.

### Caractéristiques orbitales
L'orbite de cet astéroïde est caractérisée par un demi-grand axe de 2,38 UA, un périhélie de 1,86 UA, une excentricité de 0,22 et une inclinaison de 2,66° par rapport à l'écliptique. Du fait de ces caractéristiques, à savoir un demi-grand axe compris entre 2 et 3,2 UA et un périhélie supérieur à 1,666 UA, il est classé, selon la JPL Small-Body Database, comme objet de la ceinture principale d'astéroïdes.

### Caractéristiques physiques
(14864) 1990 QK4 a une magnitude absolue (H) de 15,0 et un albédo estimé à 0,355.